# Senador Georgino Avelino
Senador Georgino Avelino è un comune del Brasile nello Stato del Rio Grande do Norte, parte della mesoregione del Leste Potiguar e della microregione del Litoral Sul.